# گورنگی برانتیچی
گورنگی برانتیچی (به صربی: Gornji Branetići) یک منطقهٔ مسکونی در صربستان است که در ناحیه موراویتسا واقع شده‌است. گورنگی برانتیچی ۵۷۸ نفر جمعیت دارد.